# Archidendron tonkinense
Archidendron tonkinense är en ärtväxtart som beskrevs av Ivan Christian Nielsen. Archidendron tonkinense ingår i släktet Archidendron och familjen ärtväxter. Inga underarter finns listade i Catalogue of Life.